# La Salle no 6 (film)
Pour plus de détails, voir Fiche technique et Distribution.
La Salle no 6 (en russe : Палата № 6, transcrit Palata No 6) est un film russe réalisé par Karen Chakhnazarov, sorti en 2009.
C'est l'adaptation de la nouvelle du même nom d'Anton Tchekhov.

## Fiche technique
- Titre original : Палата № 6, Palata No 6
- Titre français : La Salle no 6
- Réalisation : Karen Chakhnazarov
- Scénario : Alexandre Borodianski et Karen Chakhnazarov
- Costumes : Alla Oleneva
- Photographie : Aleksandr Kuznetsov
- Montage : Irina Kozhemyakina
- Musique : Evgueni Kadimski
- Pays d'origine : Russie
- Format : Couleurs - 35 mm
- Genre : drame
- Durée : 83 minutes
- Dates de sortie :
  -  Russie : 3 septembre 2009
  -  France : 5 mai 2010

## Distribution
- Vladimir Iline : Ragin
- Alexeï Vertkov : Gromov
- Aleksandr Pankratov-Tcherny : Mikhail Averyanovich
- Evgueni Stychkine : Khobotov
- Viktor Solovyov : Nikita
- Alexeï Jarkov : vieux physicien